# 백조자리 16 Bb
백조자리 16 Bb는 백조자리 방향으로 지구로부터 약 70광년 떨어진 곳에 있는 외계 행성이다. 이 행성은 태양과 비슷한 항성 A, B 두 개로 이루어진 백조자리 16 항성계에 속해 있는데, 그 중 B별을 돌고 있다. 모항성을 한 바퀴 도는 데는 지구 시간으로 약 799일이 걸린다. 이 행성은 외계 행성들 중 타원궤도 가스 행성임이 최초로 밝혀진 존재이다.

## 발견
1996년 10월 백조자리 16 주위를 목성급 행성 하나가 돌고 있다는 연구 결과가 정식으로 발표되었다. 발견 당시 백조자리 16 Bb는 그 때까지 발견된 외계 행성들 중 궤도의 이심률이 가장 컸다. 항성의 시선속도 변화를 통해 이 행성의 존재를 밝혀냈다. 지금까지 외계 행성을 발견하는 데에는 시선속도 변화법이 가장 많이 쓰였다. 다만 이 방법의 단점은 행성의 최소 질량만을 알 수 있고 실제 질량이 어느 정도 되는지 정확히 알 수 없다는 것이다.

## 공전 궤도 및 질량

백조자리 16 B와 태양을 겹쳐 놓은 것. 푸른 색 선은 태양계 행성들의 궤도이며 검은 선은 b의 궤도.

우리 태양계 행성들 궤도와는 달리 백조자리 16 Bb의 궤도는 크게 찌그러져 있다. 항성에서 가까울 때는 0.54 천문단위로 수성과 금성 사이 거리까지 접근하나, 멀어질 때는 2.8 천문단위로 화성과 목성 궤도 중간까지 벗어난다. 이처럼 이심률이 큰 이유는 짝별 A의 중력 때문이다. 혼돈 이론에 따르면 b의 궤도는 천만 년 남짓 간격을 두고 그 모양이 원에 가까워졌다가 다시 지금처럼 찌그러짐을 반복한다고 한다.
현재 밝혀진 이 행성의 최소 질량은 목성의 1.68배로, 행성과 갈색 왜성의 경계라고 여겨지는 목성 질량의 13배에 한참 아래이다. 그런데 2001년 측성학적 관측을 한 결과 행성의 궤도가 우리 시선에 대해 173도 기울어져 있다는 결과가 나왔다. 여기에 따르면 b의 질량은 최대 목성의 14배까지 불어나며 이는 가벼운 갈색 왜성 수준이 된다.

## 물리적 특징
직접 망원경 등으로 촬영한 것이 아니라 항성의 떨림을 통해 간접적으로 알아냈기 때문에, b의 실제 크기, 화학적 조성물, 표면 온도 등은 수수께끼이다.
b의 궤도는 크게 찌그러져 있기 때문에 항성에 가까이 다가갈 때는 대기가 열기 때문에 뜨거워지고 멀어지면 반대로 차갑게 식는다. 즉 b는 항성과의 거리에 따라 전 행성에 걸친 극심한 온도 변화를 겪게 된다. 이는 자전축 기울기 때문에 북반구와 남반구가 동시에 다른 계절을 겪는 지구와는 판이하게 다른 것이다. 이럼에도 불구하고 컴퓨터 시뮬레이션에 따르면 이 행성 주위를 만약 지구와 비슷한 암석 위성이 돈다면 행성의 1년 내내 위성 표면에 액체 물이 존재 가능하다고 한다.

## 같이 보기
- 사자자리 83 Bb
- HD 80606 b

## 참고 문헌
1. ↑  BUTLER P. & MARCY G. , The Lick Observatory Planet Search in: Astronomical and Biochemical Origins and the Search for Life in the Universe, IAU Colloquium No. 161, Capri 1-5 July 1996, eds. C.B. Cosmovici, S. Bowyer, D. Werthimer
2. ↑  Butler;  외. (2006). “Catalog of Nearby Exoplanets”. 《The Astrophysical Journal》 646 (1): 505–522. doi:10.1086/504701. 2019년 12월 7일에 원본 문서에서 보존된 문서. 2009년 6월 13일에 확인함.(웹 버전)
3. ↑  Holman, M.;  외. (1997). “Chaotic variations in the eccentricity of the planet orbiting 16 Cygni B”. 《네이처》 386: 254 – 256. doi:10.1038/386254a0.
4. ↑  Han;  외. (2001). “Preliminary Astrometric Masses for Proposed Extrasolar Planetary Companions”. 《The Astrophysical Journal Letters》 548 (1): L57–L60. doi:10.1086/318927. 2009년 4월 29일에 원본 문서에서 보존된 문서. 2009년 6월 13일에 확인함.
5. ↑  Pourbaix, D. and Arenou, F. (2001). “Screening the Hipparcos-based astrometric orbits of sub-stellar objects”. 《Astronomy and Astrophysics》 372: 935 – 944. doi:10.1051/0004-6361:20010597.
6. ↑  Williams, D., Pollard, D. (2002). “Earth-like worlds on eccentric orbits: excursions beyond the habitable zone”. 《International Journal of Astrobiology》 1: 61 – 69. doi:10.1017/S1473550402001064.